# 鏡久綱
鏡 久綱（かがみ ひさつな、生年不明 - 承久3年6月6日（1221年6月27日））は、日本の鎌倉時代の武士。右衛門尉。佐々木定綱の次男佐々木定重の子。鏡荘を領有したことから鏡氏を称する。『尊卑分脈』によると子に定廣。近江井上館（鏡城）館主。
承久3年（1221年）に勃発した承久の乱で、後鳥羽上皇に味方し宮方として従軍する。美濃尾張川の大井戸渡に布陣した大内惟信に属し、武田信光・小笠原長清率いる幕府方東山道軍と戦うも敗れる。『美濃国諸旧記』によれば、久綱は美濃方県郡河渡村の河渡城へ撤退し戦ったとされる。
この後、久綱は藤原秀康の軍に属し、近江で北条泰時ら幕府方の東海道軍を迎撃するも、秀康は支えきれないと判断し早々に宇治への退却を決断する。久綱は味方が撤退するなか、幕府方の大江佐房と戦うも敗れ自刃した。
大正6年（1917年）、正五位を追贈された。